# Stichorkis coelogynoides
Stichorkis coelogynoides là một loài thực vật có hoa trong họ Lan. Loài này được (F.Muell.) Marg., Szlach. & Kulak mô tả khoa học đầu tiên năm 2008.